# Kurszany
Kurszany (lit. Kuršėnai) – miasto (13 854 mieszk.) na Litwie położone 23 km od Szawli, w okręgu szawelskim.

## Historia
W XIV wieku był tu dwór Wielkich Książąt Litewskich. W 1564 r. król Zygmunt II August nadał dobra Despot-Zenowiczowi, potem były w rękach Paców, którzy sprzedali je Grużewskim. W ich władaniu były do II wojny światowej. Ostatni właściciel Jerzy Grużewski zamordowany na Majdanku.
Zachował się dwór Grużewskich i niewielki park ze stawem.
Podczas okupacji hitlerowskiej, w czerwcu roku Litwini na polecenie Niemców utworzyli getto dla żydowskich mieszkańców. Przebywało w nim około 800 osób. We wrześniu 1941 roku Niemcy zlikwidowali getto, a Żydów – mężczyzn zamordowano na miejscu, kobiety i dzieci wywieziono do getta w Żagorach. Sprawcami zbrodni były litewskie służby bezpieczeństwa. 

## Kurszanie
- Ariel Leon Kubowy (1896–1966) – działacz syjonistyczny i izraelski dyplomata, m.in. poseł w Czechosłowacji i Polsce, prezes Jad Waszem (1959-1966),
- Stasys Raštikis (1896–1985) – naczelny wódz armii litewskiej w latach 1935–1940, minister obrony Litwy i działacz emigracyjny w USA,
- Rimantas Mikaitis (ur. 1959) – litewski polityk i działacz samorządowy, w 2011 mer Kowna.